# Suzuki XL-7
Le Suzuki XL-7 puis Suzuki XL7 est un SUV produit par Suzuki de 1998 à 2009. 
La première génération, produite de 1998 à 2006, est développée sur la plate-forme du Suzuki Grand Vitara et il est sa version allongée.
La deuxième génération, produite de 2006 à 2009, est un dérivé technique des Opel Antara, Chevrolet Equinox, Chevrolet Captiva, Saturn Vue et Pontiac Torrent. Elle n'a pas été commercialisée en Europe.
L'appellation est réutilisée dès 2020 pour qualifier un dérivé crossover du Suzuki Ertiga.

## Première génération
La version nord-américaine était équipée d'un moteur V6 de 2,5 ou 2,7 litres conçu par Suzuki, sur une plate-forme à propulsion arrière avec quatre roues motrices en option. Les versions européennes sont également disponibles avec un moteur PSA turbodiesel de 2 litres développant 109 chevaux, qui rejoint la gamme en 2004.

## Seconde génération
Lancée le 22 novembre 2006, Suzuki s'est associé à General Motors pour développer cette deuxième génération, désormais appelée XL7 (sans le trait d'union). Elle utilise la même plateforme monocoque et bon nombre des mêmes composants que les Chevrolet Equinox, Pontiac Torrent, Saturn Vue, Chevrolet Captiva et Opel Antara. Le XL7 est assemblé aux côtés des deux premiers à l'usine CAMI Automotive, codétenue par GM et Suzuki. Il cible avant tout le marché américain et canadien. 
Cette deuxième génération est équipée du V6 GM High Feature (nom de code Suzuki : N36A) de 252 ch, construit au Japon et expédié à l'usine General Motos CAMI Automotive située à Ingersoll en Ontario, au Canada, où le XL7 est assemblé. Le XL7 est proposé en traction et en transmission intégrale.
Le XL7 dispose d'une troisième rangée de siège, qui n'est pas disponible sur la plupart de ses cousins techniques GM. Les éléments stylistiques les plus différenciants de ce nouveau XL7 sont sa calandre à fentes chromées et ses phares trapézoïdaux.
Les XL7 années-modèle 2007 et 2008 sont équipés d'une transmission automatique à cinq vitesses. Les modèles 2009 ont reçu une nouvelle transmission automatique à six vitesses.
L'année suivant son lancement, Suzuki commence à exporter le XL7 vers l'Amérique latine, puis vers le Moyen-Orient.

En 2009, la production du XL7 est arrêtée en raison d'une trop faible demande. Suzuki prétend dans un premier temps que la production était simplement mise en pause, mais celle-ci n'a jamais repris.

### Finitions
Le XL7 a disposé de cinq niveaux de finition au cours de sa carrière[réf. nécessaire].
En 2007, il dispose de quatre niveaux de finition : Base, Special, Luxury, Limited. La finition Special n'aura duré que quelques mois.
Pour l'année-modèle 2008, Suzuki retire la finition Base et ajoute la finition Premium.
Pour la dernière année de sa commercialisation, en 2009, le XL7 dispose donc de trois niveaux de finition : Premium, Luxury, Limited.

## Autres utilisations du nom XL7
L'appellation XL7 est réutilisée par Suzuki à partir de 2020 pour désigner une version crossover du Suzuki Ertiga. Ce nom n'est pas utilisée partout : en Inde, il est appelé XL6.

## Ventes
| Année | États-Unis |
| ----- | ---------- |
| 1998  | 591        |
| 1999  | 35         |
| 2000  | 3          |
| 2001  | 25,096     |
| 2002  | 27,295     |
| 2003  | 22,560     |
| 2004  | 18,501     |
| 2005  | 15,472     |
| 2006  | 10,948     |
| 2007  | 23,176     |
| 2008  | 22,554     |
| 2009  | 4,357      |
| 2010  | 313        |
| 2011  | 48         |
| 2012  | 10         |